# Маріо Штрайт
Маріо Штрайт (нім. Mario Streit, 14 квітня 1967) — німецький академічний веслувальник.
Срібний призер Олімпійських Ігор 1988 року в складі розпашної двійки зі стерновим.